# Sichuanpapegojnäbb
Sichuanpapegojnäbb (Suthora ricketti) är en fågelart i familjen papegojnäbbar inom ordningen tättingar.

## Utseende
Sichuanpapegojnäbben är en liten och långstjärtad fågel. Huvudet är varmt rödbrunt med ljust öga. Vingar och stjärt är mörkare bruna och den vita strupen är streckad. Arten liknar brunvingad papegojnäbb (som den tidigare ansågs vara en del av, se nedan), men har ljusare ögon och mer kontrastrikt tecknat bröst. 

## Utbredning och systematik
Fågeln förekommer i södra Kina, i södra Sichuan och norra Yunnan. Den kategoriserdes tidigare som underart till brunvingad papegojnäbb (Suthora brunnea), men urskiljs sedan 2016 som egen art av Birdlife International och IUCN, sedan 2023 även av eBird/Clements och IOC.

### Släktes- och familjetillhörighet
Tidigare inkluderades alla papegojnäbbar förutom större papegojnäbb i Paradoxornis. DNA-studier visar dock att större papegojnäbb och den amerikanska arten messmyg (Chamaea fasciata) är inbäddade i släktet. Paradoxornis har därför delats upp flera mindre släkten. Initialt placerades brunvingad papegojnäbb med släktingar i släktet Sinosuthora, men detta har sedermera inkluderats i Suthora.
DNA-studier visar att papegojnäbbarna bildar en grupp tillsammans med den amerikanska arten messmyg, de tidigare cistikolorna i Rhopophilus samt en handfull släkten som tidigare också ansågs vara timalior (Fulvetta, Lioparus, Chrysomma, Moupinia och Myzornis). Denna grupp är i sin tur närmast släkt med sylvior i Sylviidae och har tidigare inkluderats i den familj, vilket i stor utsträckning görs fortfarande. Enligt sentida studier skilde sig dock de båda grupperna sig åt för hela cirka 19 miljoner år sedan, varför tongivande International Ornithological Congress (IOC) numera urskilt dem till en egen familj, Paradoxornithidae. Denna linje följs här.

## Levnadssätt
Sichuanpapegojnäbben hittas i förberg och bergstrakter, i gräsrika och snåriga områden men även i bambustånd och ungskog. Den rör sig ljudligt genom den täta vegetationen, konstant kvittrande och tjattrande.

## Status
Arten har ett stort utbredningsområde och internationella naturvårdsunionen IUCN kategoriserar arten som livskraftig. Beståndsutvecklingen är dock oklar.